# Alton (Hampshire)
Alton è una cittadina di 16 584 abitanti dell'Hampshire, in Inghilterra.

## Amministrazione

### Gemellaggi
Alton è gemellata con:
- Montecchio Maggiore
- Pertuis